# Capitola (Kalifornia)
Capitola város az Amerikai Egyesült Államok Kalifornia államában, Santa Cruz megyében. Lakosainak száma 9938 fő (2020. április 1.).

## Népesség
A település népességének változása:

| 2010 | 9 918 |
| 2020 | 9 938 |